# Острів 007
«Острів 007» («Sala») — радянський художній фільм 1991 року, знятий режисером Уною Целма на студії «Latrekfilma».

## Сюжет
«Острів» — це місце, де людина приходить до розуміння самої себе і задається питанням: чи можлива боротьба зі своїм alter ego?

## У ролях
- Повілас Будріс — головна роль
- Мартіньш Вілсонс — головна роль
- Інгріда Грасс — роль другого плану
- Сулев Луйк — роль другого плану
- Ольга Машна — Віра
- Юлле Кальюсте — роль другого плану

## Знімальна група
- Режисер — Уна Целма
- Сценарист — Олександра Сазонова
- Оператор — Улдіс Міллерс
- Композитор — Мартіньш Браунс